# Râul Capra Mică
Râul Capra Mică este un curs de apă, afluent al râului Tărlung. 